# École militaire José María Córdova
L'École militaire des cadets « Général José María Córdova » (ESMIC), fondée en 1907, forme les futurs officiers de l'Armée nationale colombienne.

## Historique
Elle est fondée le 1er juin 1907 via le décret 434 qui est signé par le président de l'époque, Rafael Reyes Prieto. En 1979, elle est nommée en l'honneur de José María Córdova, général de l'armée colombienne pendant la guerre d'indépendance de la Colombie contre l'Espagne.

## Protection
L'ensemble des bâtiments de l'école militaire des cadets « Général José María Córdova » est déclaré monument national selon la résolution 752 du 30 juillet 1998.